# Oddone I di Troyes
Oddone di Blois o di Troyes (... – 10 giugno 871) fu conte di Blois, di Troyes e di Châteaudun.

## Origine
Secondo l'archivista e storico, René Merlet, nel suo Origine de Robert le Fort, Oddone era fratello (maggiore) di Roberto il Forte. Quindi, secondo la teoria più accreditata, anche Oddone, come Roberto, era figlio del conte di Worms, Roberto III (?-ca. 834) confermato da una donazione dell'836, e da Wiltrude, figlia del conte di Orléans, Adriano. Inoltre secondo il cronista Reginone Roberto il Forte (e quindi Oddone) era imparentato col conte di Troyes, Alerano; lo storico medievalista, Donald C. Jackman infatti sostiene che Alerano avesse sposato Wiltrud, la figlia del conte di Worms, Roberto III, quindi la sorella di Oddone e di Roberto il Forte.
Secondo il Merlet, Oddone era discendente dal conte di Blois, Guglielmo ed anche il numismatico, archeologo e storico, Anatole de Barthélemy, Roberto il Forte (e quindi Oddone) era discendente dal conte di Blois, Guglielmo, fratello del conte d'Orléans, Oddone I.

## Biografia
Fu conte di Blois, come ci viene ricordato dagli Annales Fuldenses.
Secondo il Merlet, Oddone, assieme al fratello Roberto il Forte, col beneplacito dell'imperatore, Ludovico il Pio, succedettero al loro padre Guglielmo, come conti di Blois, nell'834, dove dice che la contea fu divisa in due parti; inoltre sostiee che Oddone ed il fratello essendo partigiano di Carlo il Calvo, nell'843, da quest'ultimo, succeduto al padre come re dei Franchi occidentali, furono confermati nei loro titoli.
In un documento redatto da Carlo il Calvo, il 1º ottobre 845, il conte Oddone viene citato come garante, nella restituzione di una proprietà all'arcivescovo di Reims, Incmaro.
In un documento della chiesa di San Martino di Tours, del maggio 846, viene citata una donazione fatta alla chiesa stessa dal conte Oddone e dalla moglie, di una proprietà nella contea di Châteaudun, che a quel tempo era anche conte di Châteaudun.
Con un documento, redatto i'11 ottobre 849, Carlo il Calvo concede una proprietà ad Oddone, che nel documento è definito il nostro fedele e diletto conte al nostro servizio (Ministerialem).
Nel Cartulaire de l'abbaye de Saint-Aubin d'Angers il documento n° XVI, del 16 agosto 851, di una donazione di Carlo il Calvo, cita il conte Oddone, per uno scambio di proprietà tra Oddone stesso ed il vescovo di Angers, Dodone.
Nel documento inerente ai missi dominici, redatto da Carlo il Calvo, nel novembre 853, il conte Oddone viene citato assieme al vescovo Wenilo e a Donato (Wenilo episcopus, Odo et Donatus) come missus in varie contee sino alla Borgogna (Senonico, Trecasino, Wasteniso, Miliduniso, Morviso, Proviniso, et ini tribus Arcisisis et in duobus Brionensis).
Nell'852, Oddone succedette ad Alerano, nella contea di Troyes ed in un documento dell'aprile successivo Carlo il Calvo lo confermò nel titolo, come risulta dal cartolario di Montiéramey (cartulaire de l'abbaye de Montéramey)
Nell'858, il 21 marzo, Oddone assieme ad arcivescovi, vescovi ed altri conti sottoscrisse un documento redatto da Carlo il Calvo.
Secondo gli Annales Fuldenses, Oddone e l'abate Adalardo, missi dominici in occidente, nel mese di luglio di quello stesso anno (858), si recarono presso Carlo il Calvo che stava radunando l'esercito per combattere i Vichinghi.
Ma quando il conte del Maine, Rorgone II, sempre nell'858, si ribellò, suo fratello, Roberto il Forte l'appoggiò e quando, subito dopo, Ludovico II il Germanico attaccò il fratellastro, Carlo il Calvo, la maggioranza dei nobili, guidati da Roberto il Forte, si ribellarono e rifiutarono di aiutare il loro re, che fu costretto a fuggire. Molto probabilmente Oddone aveva seguito il fratello per cui fu destituito dalla contea di Troyes che fu data allo zio materno di Carlo il Calvo, Rodolfo, mentre riuscì a mantenere la contea di Blois.
Oddone viene citato come successore di Alerano, nella contea di Troyes, in un documento del 25 aprile 864, del re Carlo il Calvo.
Secondo gli Annales Bertiniani, all'inizio dell'866, era morto la zio di Carlo il Calvo, Rodolfo e Oddone aveva riottenuto la contea di Troyes, mentre la contea di Blois era passata a Roberto di Blois.
Inoltre, sempre in quell'anno gli Annales Bertiniani lo indicano assieme al fratello, Roberto il Forte, come difensore della valle della Senna, che riuscì a respingere i Vikinghi, che erano già arrivati a "castrum Milidunum", senza combattere, catturando un certo numero di navi.
Oddone mantenne la contea di Troyes sino alla morte, avvenuta il 10 giugno 871. La contea passò al figlio primogenito, Oddone II.
il 21 giugno 871, vi fu una donazione per l'anima di Oddone fatta dalla moglie Guandilmoda e da altre persone.

## Matrimonio e discendenza
Oddone prima del maggio 846 (in quel mese risulta una donazione fatta da Oddone e dalla moglie) aveva sposato Guandilmoda (o Guandilmode), che compare assieme al marito in un'altra donazione del marzo 849. Secondo alcuni storici, tra cui il medievalista, Donald C. Jackman, era Guandilmoda, la figlia del conte Alerano.
Oddone da Guandilmoda ebbe tre figli:
- una femmina che sposò il conte di Poitiers, Emenone (la parentela è confermata da una donazione di suo figlio Adalelmo che si riconosce nipote del fratello di sua madre, Roberto I[12])
- Oddone († dopo l'886), Conte di Troyes
- Roberto (febbraio 886), Conte di Troyes

### Fonti primarie
- (LA)  Les annales de Saint-Bertin et de Saint-Vaast.
- (LA)  Codex Laureshamensis, tomus II.
- (LA)  Monumenta Germaniae Historica, tomus I.
- (LA)  Monumenta Germaniae Historica, Legum, tomus I.
- (LA)  Rerum Gallicarum et Francicarum Scriptores, tomus VIII.
- (LA)  Cartulaire de l'abbaye de Saint-Aubin d'Angers.

### Letteratura storiografica
- René Poupardin, Ludovico il Pio, in «Storia del mondo medievale», vol. II, 1999, pp. 558–582
- René Poupardin, I regni carolingi (840-918), in «Storia del mondo medievale», vol. II, 1999, pp. 583–635
- (FR)  René Merlet Les Comtes de Chartres.